# Opus Film
Opus Film – łódzka wytwórnia filmowa założona w 1991 roku.
Opus Film został założony przez Piotra Dzięcioła, absolwenta Uniwersytetu Wrocławskiego i Szkoły Filmowej w Łodzi. Działalność wytwórni obejmuje produkcję filmową i telewizyjną. Opus Film tworzy również spoty reklamowe. Firma uczestniczy też w koprodukcji oraz obsługuje produkcję filmową na wszystkich etapach do postprodukcji włącznie.

## Filmografia
- 1992: Listopad (Novembre) – produkcja wykonawcza
- 1993: Taranthriller
- 1994: Wyliczanka – produkcja wykonawcza
- 1998: Paula und das Glück – koprodukcja
- 1999–2000: Janusz Korczak. Król dzieci, film dokumentalny – produkcja wykonawcza
- 2000: Erotomani, film dokumentalny – produkcja wykonawcza
- 2001: Jedziemy w stronę słońca, film dokumentalny
- 2002: Wracając do Marka, film dokumentalny
- 2002: Edi
- 2002: Exit – produkcja wykonawcza
- 2003: Zwierzę powierzchni
- 2005: Z odzysku
- 2005: Masz na imię Justine (Your name is Justine)
- 2005: Mistrz
- 2006: Hi way
- 2006: Chłopiec na galopującym koniu
- 2007: Sztuczki
- 2007: Aleja gówniarzy – koprodukcja
- 2007: Samotność kucharza szybkich zamówień (The Loneliness of the Short-Order Cook), film krótkometrażowy – produkcja wykonawcza
- 2007: Lekcje pana Kuki (Herrn Kukas Empfehlungen)
- 2007: Pokój szybkich randek, jedna z nowel filmu Demakijaż, film krótkometrażowy
- 2008: Wiosna 1941 (Spring 1941)
- 2008: Rodziców się nie wybiera, film dokumentalny
- 2008: „Nie wyobrażam sobie życia bez tańczącego świata”, film dokumentalny
- 2009: Zero
- 2009: Nic do stracenia, film dokumentalny
- 2009: Moja krew
- 2010: Terror z kosmosu kontra czerwona gwiazda, film animowany
- 2010: Filiżanka, film dokumentalny
- 2010: Cudowne lato
- 2010: Nie ten człowiek – koprodukcja
- 2010: Wyspa skazańców (Kongen av Bastøy) – koprodukcja
- 2011: Wymyk
- 2011: Z miłości – koprodukcja
- 2011: Baby są jakieś inne – koprodukcja
- 2012: Paradoks – produkcja wykonawcza
- 2012: Aglaja
- 2012: Ixjana – koprodukcja
- 2013: Ida
- 2013: Trzy kobiety, film dokumentalny – koprodukcja
- 2013: Kongres (The Congress) – koprodukcja
- 2014: Warsaw Uprising (międzynarodowa wersja filmu Powstanie Warszawskie, z częściowo zmienioną fabułą), film dokumentalny fabularyzowany – produkcja wykonawcza
- 2014: Witajcie w bezdomności, film dokumentalny
- 2014: Zbrodnia – produkcja wykonawcza
- 2014: Obywatel
- 2014: Obietnica
- 2015: Intruz (Efterskalv) – koprodukcja
- 2015: Zbrodnia 2 – produkcja wykonawcza
- 2015: Ewa
- 2016: Wspomnienie lata
- 2017: Tiere
- 2017: Następna stacja Piotrków Trybunalski, film dokumentalny
- 2017: Ultraviolet – produkcja wykonawcza
- 2018: Kruk. Szepty słychać po zmroku – produkcja wykonawcza
- 2018: Zimna wojna
- 2018: Powrót birbanta. Rekonstrukcja – produkcja
- 2019: Ja teraz kłamię – produkcja, montaż dialogów
- 2021: Anatomia
- 2021: Invincible
- 2023: Święto ognia  – produkcja

Źródła:

## Siedziba wytwórni
Siedziba Opus Filmu powstała na terenach nieistniejącej Wytwórni Filmów Fabularnych. Od 2001 roku Opus Film jest właścicielem części posesji przy ul. Łąkowej 29, na której w 2004 roku zbudowano gmach wytwórni zaprojektowany przez Romualda Loeglera. Obiekt wzniesiono na prawo od głównego wejścia dawnej WFF. Budynek pokryty zielonymi, szarymi i błękitnymi szklanymi taflami jest iluminowany. Na parterze mieści się Galeria Opus.